# Hans Neumann (Widerstandskämpfer)
Hans Neumann (* 5. Oktober 1908 in Aumund (Landkreis Blumenthal); † 20. November 1944 im Zuchthaus Brandenburg-Görden) war ein deutscher Tischler, Kommunist und Widerstandskämpfer gegen den Nationalsozialismus. 

## Leben
Hans Neumann wuchs in einem Elternhaus auf, das in einer katholischen Diaspora-Gemeinde im damals noch zum Landkreis Blumenthal gehörenden Ort Aumund lebte. Er machte eine Ausbildung als Tischler bei der Großwerft Bremer Vulkan, trat dort dem Deutschen Holzarbeiter-Verband bei und 1930 dem KJVD und der KPD. Im Februar 1933, kurz nach Beginn der Zeit des Nationalsozialismus, übernahm Hans Neumann die illegale KPD-Leitung in der Kreisstadt Blumenthal. Indes wurde er bereits kurze Zeit später von den Nationalsozialisten verhaftet und bis 1934 ins KZ Esterwegen verschleppt. Nach seiner Entlassung arbeitete er wieder auf der Vulkan-Werft in Vegesack und setzte dort seine Widerstandstätigkeit zusammen mit Bernhard Göhner fort.
Mit Beginn des Zweiten Weltkriegs organisierte er zusammen mit Leo Drabent ein Widerstandsnetz der Bremer Werften in Verbindung mit der Bästlein-Jacob-Abshagen-Gruppe in Hamburg. Am 29. März 1943 wurde er zusammen mit Leo Drabent und neun weiteren Widerstandskämpfern von der Gestapo verhaftet. Am 13. Oktober 1944 wurde er vom Volksgerichtshof zum Tode verurteilt, weil er „die Widerstandskraft des deutschen Volkes durch kommunistische Propaganda zu zersetzen gesucht“ habe. Hans Neumann und Leo Drabent wurden im Zuchthaus Brandenburg mit dem Fallbeil enthauptet.

## Ehrungen
- Vor seinem letzten Wohnhaus in der Fresenbergstraße 79 im Nordbremer Stadtteil Blumenthal wurde 2005 ein Stolperstein verlegt.[1]
- Nach Hans Neumann wurde im Oktober 2018 ein 200 m langer Fuß- und Fahrradweg in der Ermlandstraße/Bremen-Blumenthal benannt